# Arnauti
Arnauti (en cyrillique : Арнаути) est un village de Bosnie-Herzégovine. Il est situé sur le territoire de la ville de Zenica, dans le canton de Zenica-Doboj et dans la fédération de Bosnie-et-Herzégovine. Selon les premiers résultats du recensement bosnien de 2013, il compte 1 085 habitants.

## Démographie

### Évolution historique de la population dans la localité
| 1948 | 1953 | 1961 | 1971 | 1981 | 1991  | 2013  |
| ---- | ---- | ---- | ---- | ---- | ----- | ----- |
| -    | -    | 319  | 470  | 581  | 1 061 | 1 085 |

|  |

### Communauté locale
En 1991, la communauté locale d'Arnauti comptait 1 132 habitants, répartis de la manière suivante :